# ダニー・ガスリー
ダニー・ガスリー（Danny Guthrie, 1987年4月18日 - ）は、イングランド・シュルーズベリー出身の元サッカー選手。現役時代のポジションはMF。

## 経歴
2007-08シーズンには25試合に出場し、完全に主力へと成長した。センターハーフが本職だが、サイドハーフも十分にこなす事ができる。
2014-15シーズンを終えてレディングFCを退団。2015年8月5日、トライアルを経てブラックバーン・ローヴァーズFCと2年契約を結んだ。
2018年1月4日、インドネシアのPSミトラ・クカールに加入。
2019年6月11日、ウォルソールFCに加入。
2021年5月4日、アイスランドのフラム・レイキャヴィークに加入。

## タイトル
ニューカッスル
- フットボールリーグ・チャンピオンシップ : 2009-10